# Елекова вила
Елекова вила, како је временом запамћена по њеном дугогодишњем станару, директору Фабрике шећера, Виктору Елеку, део је индустријског комплекса Шећеране и несумњиво представља вредан објекат градитељске баштине Зрењанина. Вила је један од најрепрезентативнијих примера ове врсте архитектуре у граду, како по својим историјско-архитектонским одликама тако и по историјским вредностима јер сведочи о начину на који су живели имућни Бечкеречани у првој половини прошлог века. Пројектант је прашки архитекта и предузимач Виктор Бенеш.

## Архитектура
Вила је изграђена 1911. године у стилу сецесије без правих аналогија у оквиру сачуваног архитектонског фонда града и његове околине. Утисак разиграности појачан је, за ово подручје некарактеристичним, решењем кровних маса које које су благо повијене на крајевима (асоцирајући на кровне покриваче кинеских пагода). На фасадама је велики број прозорских отвора различитих димензија, завршених архитравно или полукружно.
Иако се извесним фасадним украсима уклапа у миље индустријске архитектуре у чијем је склопу настала, праве архитектонске аналогије Елекове виле треба тражити у објектима из истог периода који су настајали на подручју Чешке. Гипке зидне површине и бројни отвори великих димензија јесу одлика времена у ком је настала, али говоре и о начину размишљања архитекте који је овим елементима осигурао да се грађевина саобрази са околином, у овом случају пространим парком. Покренуте и разигране кровне површине омогућавају игру светла и сенки. Целокупан утисак који одаје објекат заједно са обрадом детаља (упечатљив мотив срца на забату) у потпуности одражава време у ком је настала недвосмислено указујући на сецесију као стилско упориште са елементима индустријске архитектуре тога доба. Овај захтев је био свакако оправдан пошто је реч о вили у оквиру индустријског комплекса.

## Унутрашњост
Унутрашњост виле такође је брижљиво планирана и изведена. При пројектовању ентеријера се водило рачуна како о интимним одајама намењеним становању, тако и репрезентативним седиштима друштвеног живота. Употреба дрвета је и овде обезбедила осећај топлине, а изузетни витражи Ивана Маринковића из Загреба (аутор је своје име и порекло забележио на једном од њих) обезбедили су додатно достојанство простору. Иван Маринковић је стаклорезачки занат изучио у Будимпешти, а учење наставио у Швајцарској, Немачкој и Француској. У Загребу је 1909. године отворио атеље – радионицу за израду осликаних стакала и уметничког мозаика која је постојала до 1962. године. Ова радионица је витражима опремила многе репрезентативне објекте као што су Свеучилишна библиотека и дворана Сабора Хрватске у Загребу, прозори зграде Скупштине Југославије у Београду, те низ стамбених зграда и цркава у Загребу и другим градовима.
Током 2007. године изведени су радови на санацији и рестаурацији Елекове виле према условима Завода за заштиту споменика културе Зрењанин, а 2013. постављен је нови бибер цреп.